# Discorso di Hailé Selassié alle Nazioni Unite (1963)

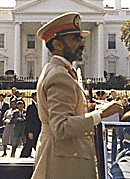
Haile Selassie I nel 1963

Il 4 ottobre 1963 l’Imperatore d'Etiopia Hailé Selassié si presentò davanti all'Assemblea Generale delle Nazioni Unite per relazionare circa gli obiettivi e i principi dell'Organizzazione dell'unità africana recentemente costituita e di cui era stato nominato Presidente.
Il Capo dello Stato etiope tenne un celebre discorso per esortare i rappresentanti degli Stati aderenti all’ONU ad abbandonare le armi nucleari, a porre fine allo sfruttamento internazionale (soprattutto in Africa) e a reagire contro l'ineguaglianza razziale e l'ingiustizia internazionale.. 
Il discorso suscitò enormi consensi ed è stato preso a manifesto ideologico della religione del rastafarianesimo.

## Contenuti del discorso

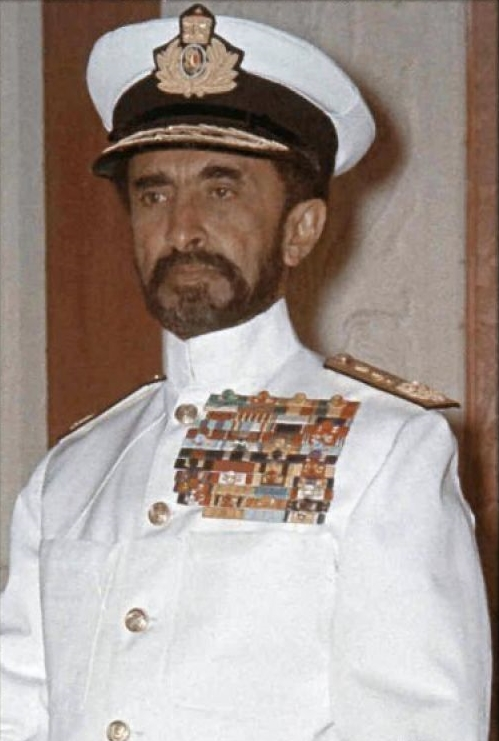
Hailé Selassié in uniforme di marina

Hailé Selassié inizia il discorso facendo riferimento al suo precedente intervento alla Società delle Nazioni del 1936. In tale occasione, protestando contro l’aggressione dell’Italia fascista al suo paese, l’imperatore richiese il rispetto di tutti i membri dell’organizzazione alle clausole statutarie della stessa. Così come quasi trent’anni prima, secondo Hailé Selassié, gli alti principi espressi nella Carta delle Nazioni Unite non avrebbero alcun valore se manca la volontà di farli rispettare.
L’oratore prosegue esprimendo l’opinione che la salvezza dell’uomo comporti la subordinazione degli interessi nazionali a quelli generali dell’umanità. Per questo è indispensabile che affidino la propria sicurezza a una più ampia entità quale l’Organizzazione delle Nazioni Unite. 
Secondo Hailé Selassié, quindi, l’imperativo del tempo attuale è il disarmo, in particolare l’eliminazione delle testate nucleari. 
La seconda questione che l’oratore pone all’attenzione dei presenti è quella dell’uguaglianza tra gli uomini, antitesi di quello sfruttamento subito nei secoli dall’Africa e dall’Asia. Dovere dell’ONU è quello di garantire che lo sfruttamento non si rincarni in forme differenti.
A questo punto l’oratore prosegue facendo riferimento alla conferenza di fondazione dell'Organizzazione dell'unità africana. Hailé Selassié rappresenta la contrarietà dell’OUA ad ogni forma di discriminazione razziale. Sono i passaggi più suggestivi e moralmente più alti dell’intero discorso. Deplora inoltre il regime coloniale portoghese in Angola e in Mozambico, nonché l’apartheid del Sudafrica, ritenendo che, sino al giorno in cui tali regimi non saranno eliminati, il continente africano non conoscerà la pace.
L’Imperatore ripropone il concetto dell’importanza dell’autorità dell’Organizzazione delle Nazioni Unite, affinché, in esecuzione dei suoi principi statutari vengano protette le nazioni piccole e deboli quando sono minacciate da quelle forti e potenti. Ribadisce che in base al principio di uguaglianza tutte le nazioni debbono essere paritariamente ammesse in assemblea. Il principio di uguaglianza contenuto nello statuto ONU, peraltro, è “tarato” dal “diritto di veto” in capo ai cinque membri permanenti del Consiglio di sicurezza, cioè delle cinque nazioni più potenti. A ciò Hailé Selassié non fa alcun cenno.
Hailé Selassié, infine, conclude con un’esortazione di carattere religioso ed è la parte presa maggiormente a riferimento ideologico dal rastafarianesimo.

## Reazioni e conseguenze

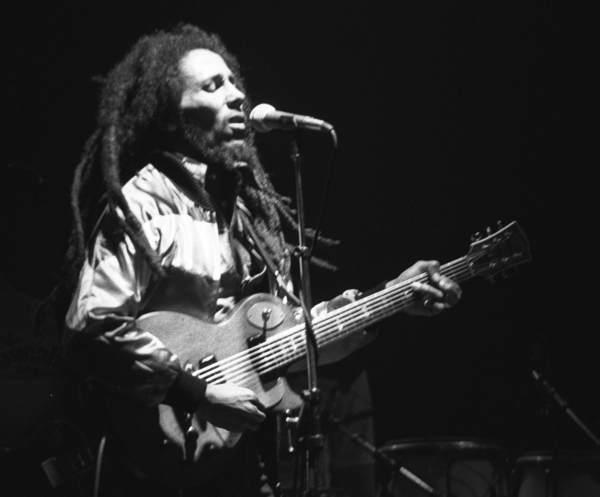
Bob Marley in concerto a Zurigo nel 1980

L'appello al disarmo nucleare di Hailé Selassié sembrò essere stato recepito il 1º luglio 1968, con la sottoscrizione, da parte di Stati Uniti, Unione Sovietica e Regno Unito, del Trattato di non proliferazione nucleare entrato in vigore il 5 marzo 1970. Al Trattato però non aderì la Francia già in possesso dell'arma atomica sin dal 1960. 
Peraltro, dopo il discorso dell’imperatore d'Etiopia (1963), il "club atomico" si ampliò con Cina (1964), India (1974), Pakistan (metà anni settanta) e Corea del Nord (che uscì dal Trattato nel 1985). Trattasi di stati asiatici che secondo l'oratore avrebbero dovuto trarre giovamento (insieme a quelli africani) dalla pace e dall’uguaglianza.
Hailé Selassié fu deposto nel 1974 da un colpo di stato comunista. Mozambico e l'Angola conquistarono l'indipendenza dal regime coloniale portoghese nel 1975, dopo anni di guerriglia armata finanziata e armata dal governo comunista cubano. Il regime dell'apartheid in Sudafrica cessò pacificamente nel 1991.
Nel 1976 il cantante reggae Bob Marley, aderente al rastafarianesimo, utilizzò la parte del discorso di Hailé Selassié che richiama all'uguaglianza tra gli uomini affinché non ci siano differenze di razza, classe o nazionalità, nella canzone War.